# Lục Khưu

Vị trí tại Cao Hùng

Lựu Khưu (tiếng Trung: 六龜區; bính âm: Liùguī Qū) là một khu (quận) của thành phố Cao Hùng, Trung Hoa Dân Quốc (Đài Loan). Lưu Khưu là một quận nông thôn miền núi và thuộc lưu vực của sông Lục Khưu. Diện tích của quận là 194,1584 km², dân số vào tháng 8 năm 2011 là 14.546 người thuộc 5.785 hộ gia đình, mật độ cư trú đạt 74,9 người/km²